# Jennifer Hilton, Baroness Hilton of Eggardon

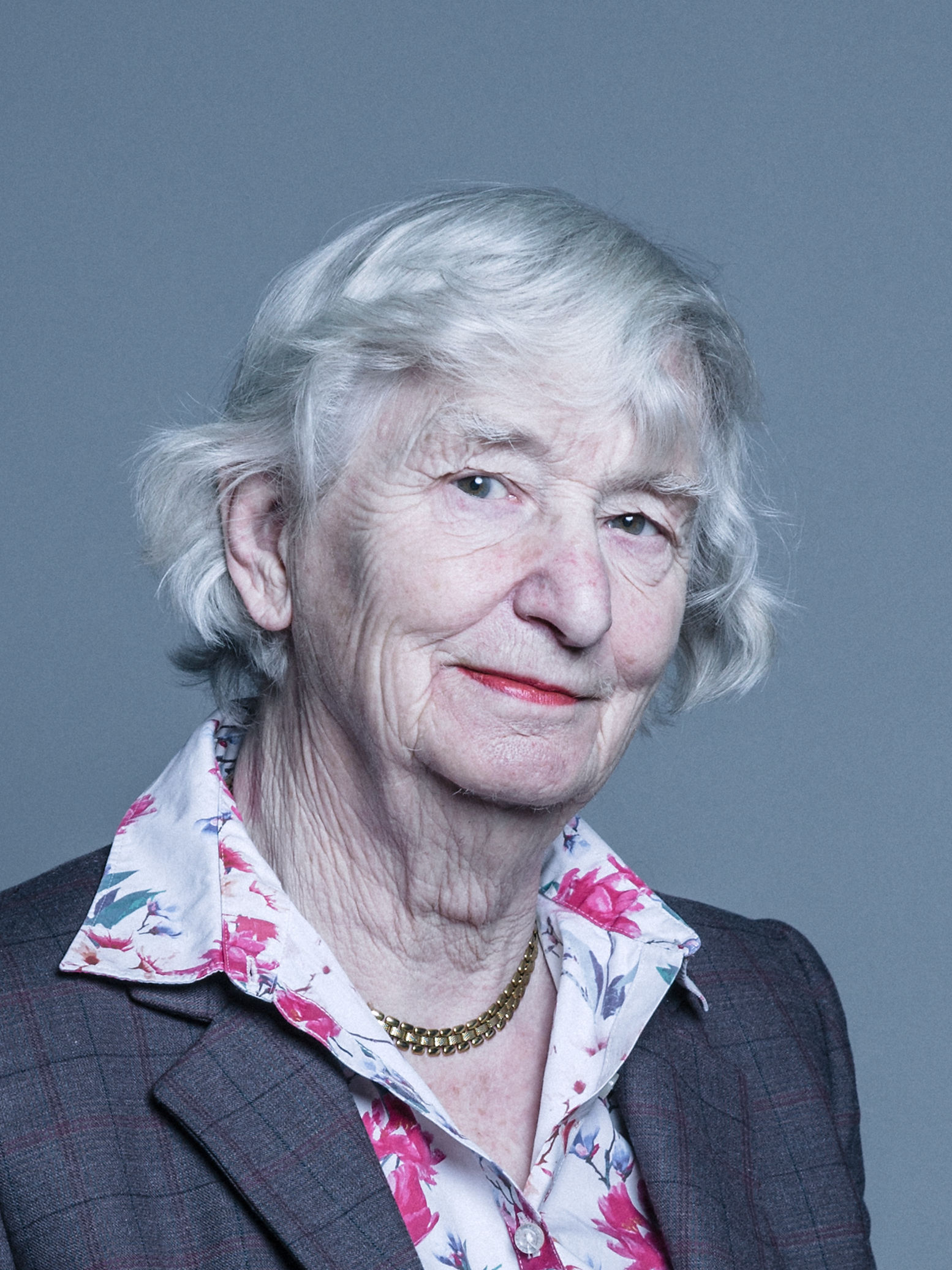
Jennifer Hilton, Baroness Hilton of Eggardon

Jennifer Hilton, Baroness Hilton of Eggardon (* 12. Januar 1936) ist eine britische Politikerin der Labour und Life Peer im House of Lords.
Sie ist ehemaliger Commander der Metropolitan Police in London. Sie wurde am 14. Juni 1991 als Baroness Hilton of Eggardon, of Eggardon in the County of Dorset, zum Life Peer erhoben. Sie ist Treuhänderin des Police Rehabilitation Trust und hat die Queen’s Police Medal verliehen bekommen.